# Песу, Мерви
Мерви Песу (Вяйсанен; р. 2 мая 1973) — финская ориентировщица. Многократный призёр Чемпионатов Мира и Европы по спортивному ориентированию на лыжах и по спортивному ориентированию на велосипедах.

## Биография
Мерви Вяйсанен дебютировала на Чемпионате Мира по спортивному ориентированию на лыжах в 1992 году во французском Понтарлье, где была двенадцатой на короткой дистанции. Десять лет спустя, она в составе сборной Финляндии приняла участие на Чемпионате Мира в Боровце, выиграв бронзовую медаль на длинной дистанции. Летом 2002 года она также участвовала на Чемпионате Мира по спортивному ориентированию на велосипедах во Франции, и выиграла серебряную медаль на длинной дистанции и золотую медаль в эстафете.
В 2008 году она выиграла с Liisa Anttila и Hannele Valkonen золотую медаль в эстафете на Чемпионате Европы по спортивному ориентированию на лыжах, а также взяла бронзу на длинной дистанции и на средней дистанции заняла четвёртое место. В 2013 году в 39 лет она приняла участие на Чемпионате Мира по спортивному ориентированию на лыжах, где взяла 4 медали. Серебряная медаль — спринт, золотая медаль — Лонг, серебряная медаль — смешанная эстафета, бронзовая медаль — эстафета. В Латвии на Чемпионате Европы 2013 по спортивному ориентированию на лыжах она выиграла серебряную медаль в спринте и бронзовую медаль на средней дистанции. В 2014 году в 40 лет на Чемпионате Европы она стала чемпионкой на длинной дистанции и в эстафете.
Мерви Песу замужем за Райно Песу, который также выиграл несколько медалей на Чемпионате Мира по спортивному ориентированию на лыжах и велосипедах.